# Лахар
Лахарите са кални потоци с вулканичен произход, размесени с вода, вулканична пепел, пемза и различни минерали, които се движат много бързо, достигат на големи разстояния и унищожават всичко по пътя си.
Те са сред най-катастрофалните природни деструктивни процеси във вулканичните области, тъй като масата им достига стотици милиони тона. Понякога са по-опасни от самото вулканично изригване, тъй като покриват големи площи и могат да достигнат на десетки и дори стотици километри от вулкана.
Названието „лахар“ произлиза от индонезийска дума, означаваща бързо течаща смес от скални отломъци и вода, с вулканичен произход. Означава също кални реки или скални потоци.

## Описание
Лахарите представляват смъртоносни потоци с вулканичен произход, смес от вода и тефра (различни по големина и състав отломки). Това са гъсти и лепкави кални реки, с консистенцията и вискозитета на мокър бетон. Могат да се стичат по склоновете на вулкана или надолу по речните долини с голяма скорост, подобно на бързо движещи се потоци вода. Те влачат скални парчета, вариращи по размер от пепел до лапили и камъни с над 10 метра в диаметър.
Лахарите се различават по размер и скорост. Скоростта им зависи от ширината и наклона на леглото, в което се движат, обема на потока, състава и размера на частиците. Малките, с ширина от няколко метра и дълбочина няколко сантиметра, могат да текат със скорост до няколко метра в секунда. Големите, широки стотици метри и дълбоки десетки, се движат с няколко десетки метра в секунда. Високата скорост, с която се разпространяват, обикновено не оставя време за евакуация на населението. Лахарите, които съдържат най-много отломки, около 90% и повече, се движат най-бързо и са най-разрушителни. Един лахар с достатъчни размери и интензивност може да унищожи почти всяка структура по пътя си и е в състояние да прокара свой собствен път, чийто курс е трудно предвидим.
Лахарите, които съдържат между 20 и 60% седименти, обикновено представляват много буйни турбулентни потоци. Онези, при които това съдържание е над 80%, обикновено текат като ламинарен поток. Ламинарните текат много по-бързо, отколкото турболентните и могат да влачат камъни, коли, сгради, мостове.
В зависимост от начина им на образуване, температурата на лахарите варира от ниска до висока и те могат да бъдат както студени, така и горещи. Максималната температура, до която достигат, е 100 °С – температурата на кипене на водата.
При изригване на вулкан могат да се формират един или няколко лахара. Когато те се устремят надолу, количеството вода и скални фрагменти, които влачат, се променя непрекъснато. Това рефлектира както върху размерите, така и върху скоростта им. Често началната вълна разрушава и повлича със себе си скали и растителност от склоновете на вулкана и долините на реките, в които се влива. Този първоначален поток може да включва и вода от топящия се сняг и лед, ако има такива. Увеличеното количество вода и скали може да доведе до нарастване на лахара повече от 10 пъти от първоначалния му размер. В този случай реката, до която обикновено достига, прелива и наводнява прилежащите ѝ терени. С достигането на по-равнинни терени, той постепенно започва да губи тежкия си товар от седименти, размерът му започва да намалява и постепенно спира.

## Формиране
Формирането на лахари се обуславя от екстремни вулканични прояви, от релефа, типа отлагания, ерозионните процеси, локалните особености на климата и наличието на снежна или ледена покривка.
Лахарите почти винаги се появяват върху или близо до стратовулкани, защото те са склонни да изригват експлозивно. Обикновено височината им е голяма, формата – конусовидна и стръмните склонове често са покрити със сняг. Съставени са от пластове втвърдена лава, тефра и вулканична пепел, с кратерни езера на върха. Слабо споените скални отломки ерозират лесно, още повече те са вътрешно отслабени от горещите хидротермални течности. Много характерни са за щитовидните вулкани в Исландия, където изригванията на течна базалтова лава често става под огромни ледници.
Лахарите могат да се формират по няколко различни начина:
- Глациално-вулканични – При бързото разтопяване на сняг и лед от пирокластични потоци или лава по време на изригване на вулкана.[3] Това интензивно топене, когато става едновременно с вулканично изригване, е основната причина за формиране на огромни лахари. Освен това обикновено те се образуват през зимата, а когато това става в началото на пролетта, новосъздадените лахари са силно катастрофални.[2] Пирокластичните потоци са особено ефективни при генерирането на лахари, защото могат да разтопят големи количества сняг и лед в рамките само на няколко часа. Понякога лавата изтича от вулканичните отвори, смесва се с влажната почва и кал по склона и в тези случаи се образува силно вискозен и високоенергиен лахар. Колкото по-нагоре по склона на вулкана се създава, толкова по-голяма е потенциалната му енергия, дължаща се на гравитацията.[4]

- Често лахари се образуват при проливен дъжд, изсипващ се по време или скоро след изригване, върху нестабилни вулканични скални депозити.[3][4] Трагичен пример за такова събитие е изригването през 1991 година на вулкана Пинатубо във Филипините, което започва едновременно с началото на силен тайфун.[4]
- Лахари могат да бъдат образувани и от разтопяването на ледници от лавови потоци, когато вулканът избухне под леденото си покритие. Такива случаи се наблюдават в Исландия – страната, в която са образувани лахарите с най-голям дебит. Там те носят името jokulhlaups.[4]
- Създават се и когато, при изригването на вулкана, се пробие някоя от стените на кратерното езеро, образувано и преградено от вулканични депозити.[3]

- Някои от най-големите лахари започват като свлачища на хидротермално променени скали по склоновете на вулкан или съседни възвишения. Началото на придвижването им надолу се предизвиква от изригвания, земетресения, валежи или от непрестанната сила на гравитацията.[6] Такива лахари, протичащи по руслата на сухи реки, се срещат често в Камчатка и се наричат от местното население „черни пясъци“.[2]

## Исторически преглед
Случаи на вулканични кални потоци са известни още от древността. С тях може да се свържат дори някои фрази от Библията. В книгата на пророк Йезекиил, създадена във Вавилон през около VI век пр.н.е., се споменава за „пороен дъжд и градушка от големи камъни, огън и жупел“. В Новия Завет е написано, че канари и вода текат като река в безводните места.
Предполага се, че първият документиран лахар е калният поток, залял град Херкулан при изригването на Везувий през 79 година и описан от Плиний Младши. Впоследствие по склона на вулкана нееднократно са формирани такива потоци, най-мощните от които са се разлели през 1631, 1794 и 1872 година.
През 1822 година Франц Юнгхун описва изригването на вулкана Галунгунг на остров Ява в Индонезия, при който около 2000 души „потъват в потоци кал и вряща вода, смесени с пепел и камъни“. Известни изригвания, придружени с мощни лахари, са на японския вулкан Бандай през 1888 година и на Катмай в Аляска през 1911. През 1919 година Л. Юстесен става очевидец на голям лахар във вулканичните райони на остров Суматра, Индонезия.

## Примери

### Райниър, САЩ, 5700 г. пр.н.е.
Високият 4392 m стратовулкан Райниър съдържа най-голямата система от алпийски ледници в планинската верига Каскади. Периодичното топене на ледниците от върха му създава най-малко 50 големи лахари през последните 10 хил. години. Най-големият от тези кални потоци е и един от най-големите в света. Това е 5700-годишният Оскиола, който е пропътувал по White river над 112 километра. Стигайки до устието ѝ, той се е разлял и е покрил площ от над 300 km2 по протежение на бреговата линия. Геоложката история на стратовулкана показва, че веднъж на 600 години надолу по реката се спуска поне един такъв лахар. По-младият 500-годишен лахар Електрон, също е образуван на Райниър. Той протича 56 km надолу по реката Puyallup, на 15 km от Такоума, щата Вашингтон. В района, обхванат от тези обширни лахари, в днешно време вече живеят над 300 хил. души. За разлика от наводненията, тези катастрофални кални реки могат да възникнат с малко или без никакво предупреждение. Някои от вулканолозите прогнозират, че следващото изригване в Каскадните планини ще бъде именно от Райниър.

### Невадо дел Руис, Колумбия, 1985
През ноември 1985 година Невадо дел Руис – най-северният активен вулкан в Андите – избухва и предизвиква най-катастрофалните лахари, взели най-много жертви в света. Причинена е смъртта на над 22 хил. души, а материалните щети са за повече от 212 милиона долара. Относително слабото изригване изхвърля материали, които стопяват част от ледената шапка на върха, освобождавайки серия лахари, които потичат през стръмни, тесни, речни каньони със скорост около 50 km/h.
Основният поток, който тръгва по източните склонове на вулкана, протича по долината на Рио Lagunillas и опустошава град Армеро с население от 29 хил. души. Над 20 хил. от тях загиват в града, повечето убити веднага или погребани в домовете си, а 5000 са само ранени. Друг лахар, спуснал се по западния склон, минава през тесния каньон на Río Chinchina, унищожавайки 400 домове и причинява около 1800 смъртни случая в района на едноименния град.
В допълнение към загиналите, лахарите повреждат или разрушават напълно 5000 жилищни сгради, 343 търговски обекта, 58 промишлени предприятия, 50 училища, както и две болници. Погребани са 3400 хектара земеделска земя, 60% от домашните животни в региона, 30% от реколтата на сорго и оризови насаждения и половин милион чувала с кафе.

### Пинатубо, Филипините, 1991
На 15 юни 1991 година изригва вулканът Пинатубо във Филипините, който е в латентно състояние повече от половин хилядолетие. Това е второто по сила вулканично изригване за XX век. Колони от пепел, газ и пара се издигат на 34 km височина и се разпространяват на разстояние от 400 km. Надолу по планината бушуват кални лахари, които се движат със скорост 30 km/h. Загиват около 700 души, които са погребани под образувалите се бързо движещи се лахари. Калните потоци достигат до 18 km от върха на вулкана и някои от тях са с дебелина над 200 метра.
След това изригване лахарите се превръщат в постоянна заплаха за населението. През първите три месеца след ерупцията са образувани повече от 200 лахари, които разрушават пътища и мостове, а седиментите погребват градове и селскостопански земи. Само те унищожават домовете на повече от 100 хил. души. Опасността от тях е най-голяма през юни, юли и август, когато по време на дъждовния сезон над Филипините минават тайфуни и винаги носят обилни валежи. След изригването на Пинатубо, лахарите се появяват всяка година. Масата кал достига до 6 метра дълбочина и се движи със скорост от десетки метри в секунда. Под нея остават дървета, къщи, добитък, обработваема земя.
През първите няколко години след изригването лахарите пренасят повече от 3 km3 материал, равняващ се на обема, извозен от 300 милиона самосвала. Най-големите са с ширина 100 m и дълбочина 10 m и могат да транспортират 1000 m3 отломки и кал в секунда.

### Касита, Никарагуа, 1998
През последните 4 дни на октомври 1998 година, в района падат 1420 mm валежи. Обилните дъждове, допълнени от урагана Мич, предизвикват странично разпадане на върха на вулкана Касита, което води до образуване на лахари. Те напълно разрушават градовете El Porvenir и Rolando Rodriguez, разположени по ниските склонове на вулкана и убиват около 2500 души. Калният поток изминава разстояние от 10 km и покрива площ от около 10 km2, с което унищожава много други по-малки селища, изолирани резиденции, ферми и поврежда Панамериканската магистрала на няколко места, включително и няколко моста.